# Erika Christensen

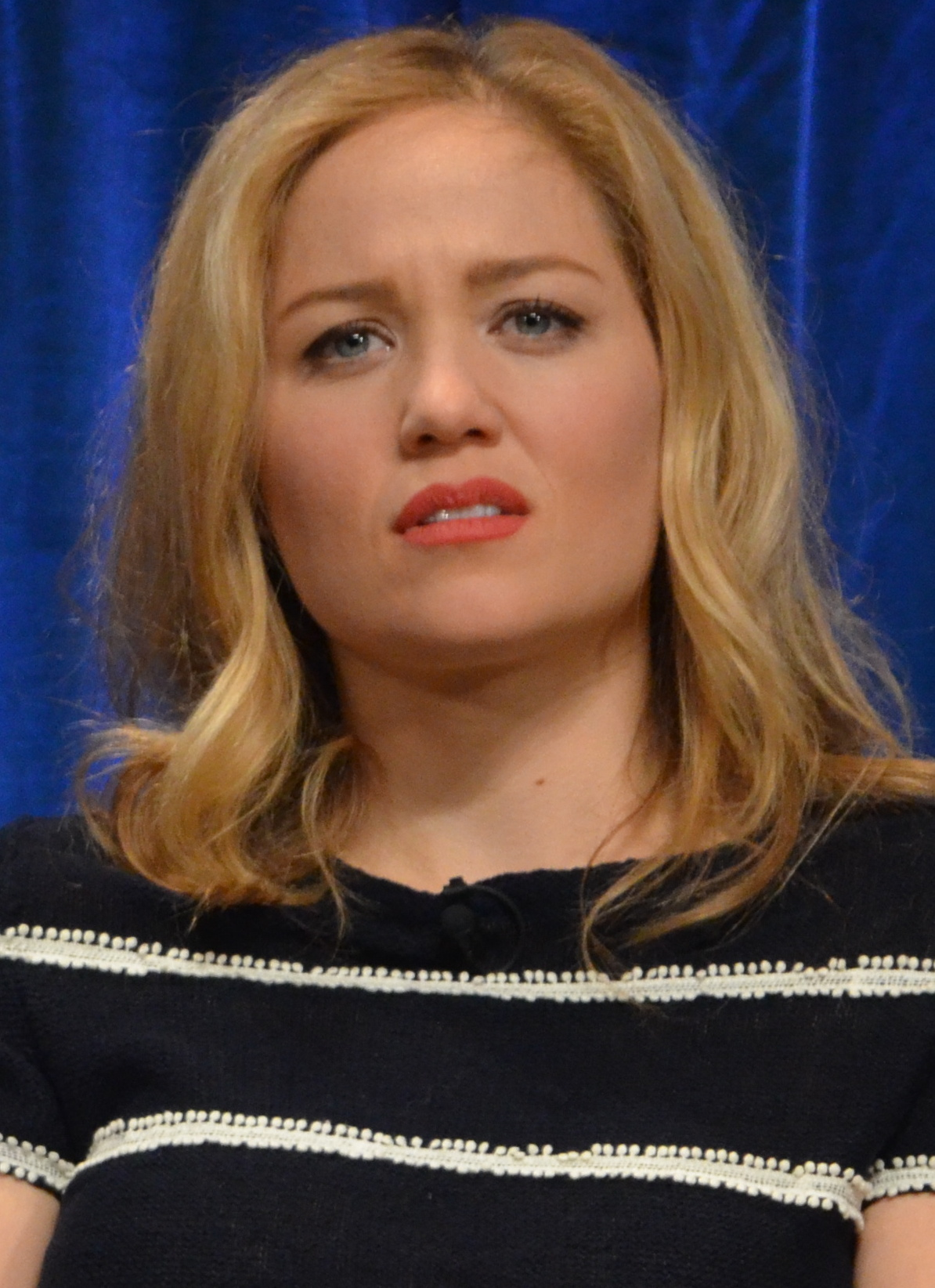
Erika Christensen (2013)

Erika Jane Christensen (* 19. August 1982 in Seattle, Washington) ist eine US-amerikanische Schauspielerin.

## Leben und Karriere
Christensen wuchs in Los Angeles auf. Im Alter von 12 Jahren wirkte sie in einem landesweit ausgestrahltem Werbespot einer bekannten Fastfoodkette mit. 1997 debütierte sie als Schauspielerin in der Titelrolle der Karen in Beaver ist los!. Es folgten Gastauftritte in diversen Fernsehserien.
Der Durchbruch gelang Christensen schließlich im Jahr 2000 mit der Rolle einer drogensüchtigen Musterschülerin aus reichem Hause in dem mehrfach Oscar-gekrönten Thriller Traffic – Macht des Kartells. Weitere bekannte Filme sind Swimfan (2002) und Flightplan – Ohne jede Spur (2005).
Sie ist seit 2015 mit Cole Maness verheiratet. Sie haben zwei Kinder.
Christensen ist Mitglied von Scientology.

## Filmografie (Auswahl)
- 1997: Beaver ist los! (Leave It to Beaver)
- 1998: Frasier (Fernsehserie, Episode 6x02)
- 2000: Traffic – Macht des Kartells (Traffic)
- 2001: Die wilden Siebziger (That ’70s Show, Fernsehserie, Episode 4x10)
- 2002: Home Room
- 2002: Swimfan
- 2002: Groupies Forever (The Banger Sisters)
- 2004: Voll gepunktet (The Perfect Score)
- 2004: Riding the Bullet
- 2005: Flightplan – Ohne jede Spur (Flightplan)
- 2005: The Sisters
- 2005: An deiner Schulter (The Upside of Anger)
- 2006: Gardener of Eden
- 2006–2007: Six Degrees (Fernsehserie, 12 Episoden)
- 2007: How to Rob a Bank
- 2008: Law & Order: New York (Law & Order: Special Victims Unit, Fernsehserie, Episode 9x12)
- 2009: Veronika beschließt zu sterben (Veronika Decides to Die)
- 2009: Lie to Me (Fernsehserie, Episode 2x01)
- 2009: Mercy
- 2009: Mercy (Fernsehserie, Episode 1x07)
- 2010: The Tortured – Das Gesetz der Vergeltung (The Tortured)
- 2010–2015: Parenthood (Fernsehserie, 101 Episoden)
- 2015: Wicked City (Fernsehserie, 8 Episoden)
- 2016: Auf Treu und Glauben (Confirmation, Fernsehfilm)
- 2017: Der Fall Jesus (The Case for Christ)
- 2017: Ten Days in the Valley (Fernsehserie, 10 Episoden)
- 2018: Adopted (Fernsehserie, Episode 2x03)
- 2019: To Have and to Hold  (Fernsehfilm)
- 2020: Clover
- 2022: Im Dutzend noch billiger (Cheaper by the Dozen)
- 2022: Kimi
- seit 2023: Will Trent (Fernsehserie)
- 2025: Feel